# ستيف غوكاس
ستيف غوكاس (بالإنجليزية: Steve Gukas)‏، هُو مُخرج ومُنتج أفلام نيجيري.

## وصلات خارجية
- ستيف غوكاس على موقع IMDb (الإنجليزية)